# Bernard Cerquiglini
Bernard Cerquiglini (Lione, 8 aprile 1947) è un linguista francese.
Ex studente dell'École normale supérieure de Saint-Cloud, addottorato in Lettere, è professore in quiescenza di linguistica all'Università di Parigi-Diderot.

## Attività
Il suo "Elogio della variante" (Éloge de la variante, 1989) è considerato il punto di partenza di un paradigma scientifico chiamato "Nuova filologia" o in inglese "New Medievalism" (o anche: The New Philology), che critica le pratiche positiviste nell'edizione di testi medievali

## Riconoscimenti
- Premio "Georges-Dumézil" dell’Académie française nel 1997.
- Dottore "honoris causa" dell'università di Bucarest, dell'università di Budapest, dell'università di Studi internazionali dello Sichuan (Chongqing), dell'università di Ouagadougou, dell'università Assane Seck Ziguinchor.
- Ufficiale della Legion d'Onore, è stato nominato cavaliere il 31 dicembre 1993.
- Commendatore dell'Ordine delle Palmes académiques.

## Pubblicazioni
- 1979 : « La Représentation du discours dans les textes narratifs du Moyen Âge français », Tesi in linguistica, Aix-Marseille I, 783 p.
- 1981 : La Parole médiévale : Discours, syntaxe, texte, Les Éditions de Minuit, coll. « Propositions » (no 3), 252 p. (ISBN 2-7073-0592-8).
- 1989 : Éloge de la variante : Histoire critique de la philologie, Seuil, coll. « Des travaux » (no 8), 122 p. (ISBN 2-02-010433-4).
- 1991 : La Naissance du français, Presses universitaires de France, « Que sais-je ? » (no 2576), 127 p. (ISBN 2-13-043559-9), 2e éd. 1993 (ISBN 2-13-044825-9), 3e éd. 2007 (ISBN 978-2-13-056433-1).
- 1995 : L’Accent du souvenir, Les Éditions de Minuit, coll. « Paradoxe », 165 p. (ISBN 2-7073-1536-2).

Prix Georges-Dumézil de l’Académie française 1997
- 1996 : Le Roman de l’orthographe : Au paradis des mots, avant la faute, 1150-1694, Hatier, coll. « Brèves littérature », 167 p. (ISBN 2-7438-0077-1)
- 1997 : À travers le Jabberwocky de Lewis Carroll : Onze mots-valises dans huit traductions, préface d'Hervé Le Tellier, Le Castor astral, coll. « L'Iutile », 44 p. (ISBN 2-85920-307-9) ; repris dans La Chasse au Snark [The Hunting of the Snark: An Agony in Eight Fits], trad. Jacques Roubaud et Mériam Korichi, ill. Henry Holiday, Gallimard, coll. « Folio » (no 5045), 132 p. (ISBN 978-2-07-043668-2).
- 1999 : « Les Langues de la France », rapport au ministre de l'Éducation nationale, de la Recherche et de la Technologie.
- 2004 : La Genèse de l'orthographe française : xiie – xviie siècles, H. Champion, coll. « Unichamp-essentiel » (no 15), 180 p. (ISBN 2-7453-0891-2).
- 2007 : Une langue orpheline, Les Éditions de Minuit, coll. « Paradoxe », 228 p. (ISBN 978-2-7073-1981-4).
- 2008 : Merci professeur ! : Chroniques savoureuses sur la langue française, Bayard, 328 p. (ISBN 978-2-227-47709-4)
- 2008 : Les Saillies du dragon, Oulipo, coll. « La Bibliothèque oulipienne » (no 166), 18 p.
- 2012 : Petites Chroniques du français comme on l'aime , Larousse, 352 p. (ISBN 978-2-03-588587-6)
- 2013 : Une année bien remplie, Oulipo, coll. « La Bibliothèque oulipienne » (no 198), 31 p.
- 2016 : L’Orthographe rectifiée. Le guide pour tout comprendre. Librio + Le Monde, 95 p. (ISBN 978-2-290-13348-4)
- 2016 : Enrichissez-vous : parlez francophone ! Trésor des expressions et mots savoureux de la francophonie. Larousse, 175 p. (ISBN 978-2-03-592903-7)
- 2018 : L'Invention de Nithard, Les Éditions de Minuit, 128 p. (ISBN 978-2-7073-4469-4)
- 2018 : Le La ministre est enceinte. Ou la grande querelle de la féminisation des mots, Points, 2019 (1re éd. 2018), 208 p. (ISBN 978-2-7578-8004-3)
- 2019 : Parlez-vous tronqué ? Portrait du français d'aujourd'hui, éditions Larousse, 172 p.  (ISBN 978-2-03-595781-8)

### Miscellanee
- 1984 : Histoire de la littérature française, avec Jacqueline Cerquiglini, Fernand Égéa, Bernard Lecherbonnier, Bernard Lehembre, et Jean-Jacques Mougenot, Nathan, coll. « Beaux livres », 239 p. (ISBN 2-09-297611-7).
- 1999 : Femme, j'écris ton nom… : Guide d'aide à la féminisation des noms de métiers, titres, grades et fonctions, préface de Lionel Jospin, en collaboration avec Annie Béquer, Nicole Cholewka, Martine Coutier, Josette Frécher et Marie-Josèphe Mathieu, INALF/CNRS Éditions, La Documentation française, 124 p. (ISBN 2-11-004274-5).
- 2000 : Histoire de la langue française : 1945-2000, avec Gérald Antoine, CNRS Éditions, 1028 p. (ISBN 2-271-05762-0).
- 2000 : Tu parles !? Le Français dans tous ses états, avec Jean-Claude Corbeil, Jean-Marie Klinkenberg et Benoît Peeters, Flammarion.

### Edizioni critiche
- 1981 : Le Roman du Graal, par Robert de Boron, d'après le manuscrit de Modène, 10/18 (no 1412), série « Bibliothèque médiévale », 307 p. (ISBN 2-264-00336-7).

### Traduzioni
- 1975 : Questions de sémantique [Studies on semantics in generative grammar], par Noam Chomsky, Seuil, coll. « L'ordre philosophique » (no 22), 230 p. (ISBN 2-02-002748-8).

### Prefazioni
- 2002 : Le Dictionnaire des mots et expressions de couleur du xxe siècle : le rose, par Annie Mollard-Desfour, CNRS Éditions, coll. « CNRS Dictionnaires », 287 p. (ISBN 2-271-05993-3).
- 2010 : Dictionnaire des écrivains francophones classiques : Afrique subsaharienne, Caraïbe, Maghreb, Machrek, océan Indien, par Christiane Chaulet Achour, avec Corinne Blanchaud, avant-propos de Jean-Marc Moura, H. Champion, coll. « Champion les dictionnaires », 472 p. (ISBN 978-2-7453-2126-8)